# El Hijo del Santo
El Hijo del Santo (ur. 2 sierpnia 1963) – meksykański luchador, najmłodszy syn legendarnego El Santo.
Podczas swojej kariery 64 razy stawiał swoją maskę na szali, której nigdy nie stracił.

## Mistrzostwa i osiągnięcia
- Asistencia Asesoría y Administración
  - AAA World Tag Team Championship (1 raz) – z Octagónem[2]
  - Mexican National Middleweight Championship (1 raz)[3]
  - Mexican National Trios Championship (1 raz) – z Super Muñeco i Ángel Azteca[4]
  - Mexican National Welterweight Championship (1 raz)
- Consejo Mundial de Lucha Libre
  - CMLL World Tag Team Championship (2 razy) – z Negro Casas[5]
  - CMLL Torneo Gran Alternativa (2004) – z Místico[6]
  - International Gran Prix: 1996[7]
  - Leyenda de Plata: 1999
- Pro Wrestling Revolution
  - PWR Tag Team Championship (1 raz) – z Blue Demon Jr
- Universal Wrestling Association
  - UWA World Lightweight Championship (3 razy)[8]
  - UWA World Welterweight Championship (2 razy)[9]
- World Boxing Council
  - WBC Wrestling Championship (1 raz)[10]
- World Wrestling Association
  - WWA World Tag Team Championship (1 raz) – z Perro Aguayo Jr.[2]
  - WWA World Welterweight Championship (10 razy)[11]
- Pro Wrestling Illustrated
  - 14. miejsce w PWI 500 w 2003[12] i 2004[13] roku
- Wrestling Observer Newsletter
  - 5 Star Match (1994) z Octagónem vs. Eddie Guerrero i Art Barr na When Worlds Collide
  - Wrestling Observer Newsletter Hall of Fame (wprowadzony w 1997 roku)